# Silas Molema
Silas Modiri Malema (Mafikeng, 1891 o 1892 – Mafikeng, 13 agosto 1965) è stato un politico, attivista e storico sudafricano.

## Biografia
Figlio di Silas Thelensho Molema, un importante capo tribale barolong, iniziò i suoi studi in patria per poi trasferirsi in Europa nel 1914 per completarli. Si laureò in medicina presso la University of Glasgow nel 1919 e praticò la professione medica presso l'Hume Street Hospital di Dublino. Durante la sua permanenza in Scozia pubblicò la sua opera più importante dedicata all'origine e alla storia dei Bantu.
Rientrato in Africa nel 1921 lavorò come medico nella città natale di Mafikeng.
Negli anni 40 aderì all'African National Congress e nel dicembre 1949 venne eletto segretario nazionale del partito. In seguito ricoprì anche la carica di tesoriere.
Nel 1952, in occasione della preparazione del festival celebrativo del tricentenario dello sbarco di Jan van Riebeeck, pronunciò un celebre discorso davanti alla platea del South African Indian Council invitando i presenti ad opporsi alla celebrazione da parte della minoranza bianca del passato coloniale in quanto direttamente legato all'annichilimento delle popolazioni nere.
Fece parte del Legislative Council, l'organismo politico transitorio istituito dall'autorità coloniale britannica durante il processo che portò all'indipendenza del Sudafrica.
Ebbe un ruolo importante negli organi amministrativi del Protettorato del Bechuanaland, collaborando al processo di indipendenza della futura Repubblica del Botswana.

## Opere principali
- The Bantu Past and Present: An Ethnographical and Historical Study of the Native Races of South Africa, Green, Edimburgo 1920 (ISBN 9789353860929 - ristampa 2019).
- Chief Moroka: His Life, His Country and His People, Methodist Publishing House, Città del Capo, 1951.
- Montshiwa 1815-1896: BaRolong Chief and Patriot, Struik, Città del Capo, 1966.